# 空值 (SQL)

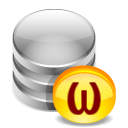
小写希腊字母的omega (ω)字符用来表示数据库理论中的Null。

空值（英語：Null、NULL）是結構化查詢語言中使用的特殊標記，是關聯式資料庫中对數據属性未知或缺失的一种标识，用於指示數據庫中不存在數據值。由關聯式資料庫模型的創作者 E.F.科德所引入。SQL空值是用來滿足真實關係數據庫管理系統（RDBMS）中，支持“缺失資訊與不適用的資訊”的需求。科德還介紹了在數據庫理論中使用小寫的希臘字母（ω）符號來表示空值。在 SQL中則是以 NULL 用於標識空值的保留關鍵字。SQL null是一個狀態，而不是一個值。這種用法與大多數編程語言完全不同，其中參照的空值意味著不指向任何對象。
這不應與 0 數值混淆。空值表示缺少值－而與零值不同，與缺乏答案的方式不同，作為“否”的答案。例如“亞當擁有多少本書？”這個問題，答案可能是“零”（他沒有）或“空白”（不知道他擁有多少）。在數據庫表格中，回報此問題的列結果，將從沒有值（標記為Null）開始，並且在我們確定亞當沒有書籍之前，並不會更新為值“零”。
数据库表主键的取值不能为空值。另外，数据库中的统计计算，一般将有空值的数据忽略不计。

## 應用
- 作為插入資料時，欄位的預設值
- 查詢時的條件式

在SQL的Where條件式去判斷id欄位是否為Null時，像是 where id = null 是無法正確執行的，必須寫成 where id is null ；反之若要判斷為id欄位是否為非Null時，則用where id is not null
- 查詢時的空值評估取代（n為評估式或欄位名稱，e為當n為null時要回傳的內容）

- coalesce(n,e)

被Oracle DB、Microsoft SQL Server、IBM DB2、Postgre SQL、MySQL等資料庫支援
- isnull(n,e)

被Microsoft SQL Server、Microsoft-Access等資料庫支援
- nvl(n,e)

被Oracle DB資料庫支援
- Nz(n,e)

被Microsoft-Access等資料庫支援

## 歷史
EF Codd 在一篇 1975年的ACM - SIGMOD FDT報告的論文中提到了空值作為表示關係模型中缺失數據的一種方法。Codd最常被引用的與Null語義相關的論文（如 SQL中所採用的）是他 1979年在 ACM Transactions on Database Systems上發表的論文，其中他還介紹了他的 Relational Model/Tasmania，儘管其他許多提議後面的文章一直很模糊。1979年他的論文2.3節詳細描述了空值在做算術運算時散播的語義，以及比較空值時使用三值（三元）邏輯的比較；他還詳細說明了對其它集合操作的空值處理（後者目前仍存在爭議）。在數據庫理論界，Codd最初的建議（1975,1979）現在被稱為“Codd tables”。 Codd後來強化了他的要求，即在 ComputerWorld雜誌上發表的一篇 1985年由兩部分組成的文章中，所有 RDBMS都支持 Null來表示缺失的數據。
在 IBM System R中實現原型後，1986年的 SQL標準基本上採用了 Codd的建議。雖然 Don Chamberlin認為nulls（和重複行一起）是 SQL最有爭議的特性之一，但他辯護 SQL中的 Nulls設計，並提出了實用的觀點，認為這是系統對缺少資訊支援最方便的形式，從而使程序員免受許多重複的應用程序級別檢查（請參閱semipredicate問題），同時也為數據庫設計人員提供了不願意使用 Null的選項; 例如，為了避免眾所周知的異常（在本文的語義部分討論）。Chamberlin還認為，除了提供一些缺失值功能之外，對於空值的實踐經驗也會導致依賴於空值的其它語言特性，如某些分組構造和外連接。最後，他認為在實踐中，Nulls最終也會被用作快速修補現有模式的一種方法，當它需要超出其原始意圖的時候，不是為了丟失而是為了不適用的數據編碼; 例如，一個數據庫如果有每英里加侖的欄位，需要快速新增值為電動汽車時。
Codd在其 1990年出版的“數據庫管理關係模型第2版”中指出，SQL標準所要求的單一 Null 類型是不夠的，應該用兩種不同的 Null 類型標記來替代，以表明數據丟失的原因。在 Codd的書中，這兩個 Null型標記分別被稱為“A值”和“I值”，分別表示“缺失但適用”和“缺失但不適用”。 Codd的建議將要求擴展 SQL的邏輯系統以適應四值邏輯系統。由於這種額外的複雜性，具有不同定義類型的多個空值概念，尚未在數據庫領域廣泛接受。儘管如此，它仍然是一個活躍的研究領域，許多論文還在發表。

### 挑戰
由於其相關的三值邏輯（3VL），它在 SQL連接中使用的特殊要求，以及聚合函數和 SQL分組操作符所需的特殊處理，空值一直是爭議的焦點和爭議的來源。計算機科學教授 Ron van der Meyden將各種問題總結為：“SQL標準中的不一致，意味著不可能將任何直觀的邏輯語義歸於 SQL中的空值處理”。 儘管為解決這些問題提出了各種建議，但候選方案的複雜性阻礙了它們的廣泛採用。

## 空值的散播
由於 Null不是數據值，而是缺少值的標記，因此以數學運算符使用 Null會給出未知結果。

### 算術運算
該結果由空值表示。下例中將 Null乘以 10將導致Null：
```
10
 
*
 
NULL
          
-- Result is NULL

```

這可能會有出乎意料的結果。例如，當試圖將 Null除以零時，平台可返回 Null值而不會拋出預期的“除以零－數據異常”。雖然這種行為不是由 ISO SQL標准定義的，但許多 DBMS供應商都以類似的方式處理這一操作。例如，Oracle，PostgreSQL，MySQL服務器和 Microsoft SQL Server平台都會針對以下內容返回空值結果：
```
NULL
 
/
 
0

```

### 字串連接
在 SQL中常見的字串連接操作，在其中一個操作元為 Null時也會導致 Null。下例演示了使用 Null與 SQL 字串連接運算符 || 返回的 Null結果：
```
'Fish '
 
||
 
NULL
 
||
 
'Chips'
   
-- Result is NULL

```

對於數據庫實作來說並非都是如此。在 Oracle RDBMS中，例如 NULL和空字符串被認為是相同的，因此'Fish'|| NULL || '晶片'字串連接的結果是 'Fish晶片'。

## NULL和三值邏輯的比較
由於 Null不是任何數據域的成員，因此它不被視為“值”，而是指缺失值的標記（或佔位符）。因此與 Null進行比較永遠不會導致 True或 False，而總變成在三值邏輯的 Unknown 結果中。下面表達式的邏輯結果是將值 10 與 Null進行比較，得到的結果會成為未知：
```
SELECT
 
10
 
=
 
NULL
       
-- Results in Unknown

```

但是，如果缺失值與操作結果無關，則對 Null的某些操作可以返回值。考慮下面的例子：
```
SELECT
 
NULL
 
OR
 
TRUE
   
-- Results in True

```

在這種情況下，OR 左邊的未知值這一事實是無關緊要的，因為 OR 的操作結果將是 True，而不管左邊的值如何。
SQL實現了三值邏輯，因此 SQL的實作必須提供專門的三值邏輯（3VL）。SQL三值邏輯的規則如下表所示（{\displaystyle p}和{\displaystyle q} 表示邏輯狀態）“ SQL使用 AND，OR和 NOT 的真值表，對應於 Kleene和 Łukasiewicz三值邏輯的常見片段，有價值的邏輯（它們的含義定義不同，但 SQL沒有定義這樣的操作）
| p     | q     | p OR q | p AND q | p = q |
| ----- | ----- | ------ | ------- | ----- |
| True  | True  | True   | True    | True  |
| True  | False | True   | False   | False |
| True  | 未知  | True   | 未知    | 未知  |
| False | True  | True   | False   | False |
| False | False | False  | False   | True  |
| False | 未知  | 未知   | False   | 未知  |
| 未知  | True  | True   | 未知    | 未知  |
| 未知  | False | 未知   | False   | 未知  |
| 未知  | 未知  | 未知   | 未知    | 未知  |

| p     | NOT p |
| ----- | ----- |
| True  | False |
| False | True  |
| 未知  | 未知  |

### WHERE子句中的未知效應
在數據操縱語言（DML）和查詢的比較謂詞中，若遇到 SQL三值邏輯，該 WHERE子句會導致 DML語句僅對那些謂詞評估為  True的列結果起作用；若是 INSERT，UPDATE 或者 DELETE 等 DML語句，則因為此謂詞計算的結果為假、或是未知列，不會執行，並放棄 SELECT查詢。將 Unknown 解釋成 False 相同的邏輯結果，是處理空值時會遇到的常見錯誤，下面的簡單例子說明了這個謬誤：
```
SELECT
 
*

FROM
 
t

WHERE
 
i
 
=
 
NULL
;

```

上例的查詢邏輯一定返回零列，因為 i 欄位與 Null 比較的結果一定是傳回“未知”，即使對於那些 i 為 Null 的資料列也是如此。未知結果導致 SELECT語句立即丟棄每一列。（但在實作中，一些 SQL工具將使用與 Null的比較來檢索列。）

### 空值指定和3VL特定比較謂詞
基本 SQL比較運算符在與 Null進行比較時，始終返回“未知”，因此 SQL標準提供了兩個特定的 Null 比較謂詞： IS NULL和 IS NOT NULL（使用後綴語法），來檢測數據是不是空值。
SQL標準包含一個擴展 F571“真值測試”，它引入了三個額外的邏輯一元運算符（實際上，如果我們計算它們的否定，它們是其語法的一部分），也使用了後綴表示法。他們有以下真值表：
| p                | true  | false | unknown |
| ---------------- | ----- | ----- | ------- |
| p IS TRUE        | true  | false | false   |
| p IS NOT TRUE    | false | true  | true    |
| p IS FALSE       | false | true  | false   |
| p IS NOT FALSE   | true  | false | true    |
| p IS UNKNOWN     | false | false | true    |
| p IS NOT UNKNOWN | true  | true  | false   |

F571擴展與 SQL中布林數據類型的存在正交（本文稍後討論），儘管語法相似，但 F571不會在語言中引入布林值或三值文字。1999年，在布林型數據類型被引入標準之前，F571擴展實際上存在於 SQL92中。然而，F571擴展只有少數系統實作；PostgreSQL是實作它的數據庫之一。
加入三值邏輯中的其它運算符使 SQL 的三值邏輯功用完善，這意味著它的邏輯運算符可以表示（以組合）任何可能的三值邏輯函數。
在不支持 F571擴展的系統上可以遍歷每種可能組合，使表達式 p Unknown的參數來模擬 IS UNKNOWN p，並使用 IS NULL或其他 NULL特定函數來測試這些參數，雖然這樣子可能更繁瑣。

### 空值在其它構造式中的影響

#### CASE表達式
SQL提供了兩種風格的條件表達式。一為“簡單 CASE”並像 switch 語句一樣操作。另一在標準中稱為“搜索 CASE”，並像 if ... elseif一樣運行。
簡單 CASE 表達式使用隱式相等比較，它們的執行和 DML的 WHERE 子句處理 Null 的規則是相同的。因此，一個簡單 CASE 表達式無法直接檢查 Null 的存在。在簡單 CASE 表達式中檢查 Null 總會導致結果為未知，如下所示：
```
SELECT
 
CASE
 
i
 
WHEN
 
NULL
 
THEN
 
'Is Null'
  
-- This will never be returned

              
WHEN
    
0
 
THEN
 
'Is Zero'
  
-- This will be returned when i = 0

              
WHEN
    
1
 
THEN
 
'Is One'
   
-- This will be returned when i = 1

              
END

FROM
 
t
;

```

不管 i 列所包含的的值是什麼（即使它包含Null），該表達式的計算結果都為“未知” ，'Is Null' 字串將永遠不會返回。
另一方面，“搜索” CASE表達式可以使用謂詞 IS NULL 和 IS NOT NULL 條件。下例顯示如何使用搜索 CASE表達式來正確檢查 Null：
```
SELECT
 
CASE
 
WHEN
 
i
 
IS
 
NULL
 
THEN
 
'Null Result'
  
-- This will be returned when i is NULL

            
WHEN
     
i
 
=
 
0
 
THEN
 
'Zero'
         
-- This will be returned when i = 0

            
WHEN
     
i
 
=
 
1
 
THEN
 
'One'
          
-- This will be returned when i = 1

            
END

FROM
 
t
;

```

Oracle的 SQL 方言提供了一個內置函數 DECODE，可以用它來代替簡單的 CASE表達式，並考慮兩個相等的空值。
```
SELECT
 
DECODE
(
i
,
 
NULL
,
 
'Null Result'
,
 
0
,
 
'Zero'
,
 
1
,
 
'One'
)
 
FROM
 
t
;

```

如果最後都沒有與條件相匹配的結果，所有這些結構將會返回 NULL；它們有一個預設的 ELSE NULL 子句。

#### 程序擴展中的 IF語句
SQL/PSM（SQL預存持續模組）定義 SQL的預存程序擴展，例如 IF 語句。但歷史上主要的 SQL供應商都包含了他們自己專有的程序擴展。循環和比較的程序擴展在空值比較規則下運行，類似於 DML 語句和查詢。以下預存程序的片段以 ISO SQL 標準格式演示了在 IF 語句中使用 3VL的 Null 。
```
IF
 
i
 
=
 
NULL
 
THEN

      
SELECT
 
'Result is True'

ELSEIF
 
NOT
(
i
 
=
 
NULL
)
 
THEN

      
SELECT
 
'Result is False'

ELSE

      
SELECT
 
'Result is Unknown'
;

```

該IF語句僅對那些評估為 True 的比較執行操作。對於評估為 False 或未知的 IF 語句，該語句將控制傳遞給 ELSEIF 子句，最後傳遞給 ELSE 子句。上面代碼將因與 Null 的比較始終評估為未知，結果一定會是 'Result is Unknown' 。

## 外連接
SQL 的外連接、左外連接和右外連接，會自動生成空值以作為結果表中缺失值的佔位符。如對於左外連接會產生空值，代替左外連接操作後，右側表中欄位缺少值的列。下例使用兩個表來示範左外連接操作產生的空值佔位符。第一個表（Employee）包含員工編號和姓名，而第二個表（PhoneNumber）包含相關的員工編號和電話號碼，如下。
| ID | LastName  | FirstName |
| -- | --------- | --------- |
| 1  | Johnson   | Joe       |
| 2  | Lewis     | Larry     |
| 3  | Thompson  | Thomas    |
| 4  | Patterson | Patricia  |

| ID | Number   |
| -- | -------- |
| 1  | 555-2323 |
| 3  | 555-9876 |

以下示例 SQL查詢對這兩個表執行左外連接。
```
SELECT
 
e
.
ID
,
 
e
.
LastName
,
 
e
.
FirstName
,
 
pn
.
Number

FROM
 
Employee
 
e

LEFT
 
OUTER
 
JOIN
 
PhoneNumber
 
pn

ON
 
e
.
ID
 
=
 
pn
.
ID
;

```

此查詢生成的結果集演示 SQL如何使用 Null作為右側（PhoneNumber）表中缺少的值的佔位符，如下所示。
| ID | LastName  | FirstName | Number   |
| -- | --------- | --------- | -------- |
| 1  | Johnson   | Joe       | 555-2323 |
| 2  | Lewis     | Larry     | NULL     |
| 3  | Thompson  | Thomas    | 555-9876 |
| 4  | Patterson | Patricia  | NULL     |

## 聚合函數
SQL定義了聚合函數以簡化伺服器端的數據聚合計算。除 COUNT(*)函數外，所有集合函數都會執行 Null-elimination 步驟，因此計算的最終結果中不包含 Null。
請注意，消除 Null不等於用零替換 Null。例如下表中 AVG(i)（求 i 欄位的平均值）將給出與 AVG(j)不同的結果：
| i    | j   |
| ---- | --- |
| 150  | 150 |
| 200  | 200 |
| 250  | 250 |
| NULL | 0   |

這裡的 AVG(i) 是 200（150, 200 和 250的平均），而 AVG(j) 則是 150（150, 200, 250 和 0 的平均）。在 SQL 聚合函數中，AVG(z)不等於 SUM(z)/COUNT(*)，這是一個眾所周知的副作用。
聚合函數的輸出也可以是空值。這裡是一個例子：
```
SELECT
 
COUNT
(
*
),
 
MIN
(
e
.
Wage
),
 
MAX
(
e
.
Wage
)

FROM
 
Employee
 
e

WHERE
 
e
.
LastName
 
LIKE
 
'%Jones%'
;

```

此查詢將始終輸出一行，計算姓氏中包含“Jones”的員工人數，並給出這些員工的最低和最高工資。但是，如果沒有員工符合給定的標準會發生什麼？計算空集的最小值或最大值是不可能的，所以這些結果必須為NULL，表示沒有答案。這不是未知值，它是表示沒有值的空值。結果是：
| COUNT(*) | MIN(e.Wage) | MAX(e.Wage) |
| -------- | ----------- | ----------- |
| 0        | NULL        | NULL        |

## 當兩個空值相等時：分組，排序和一些設置操作
由於 SQL 2003將所有 Null標記定義為彼此不相等，因此需要特殊定義才能在執行某些操作時將 Null分組在一起。SQL將“任何兩個彼此相等的值或任何兩個空值”定義為“没有不同”（not distinct）。這允許 SQL在使用 GROUP BY 子句時對 Null 進行分組和排序。
其他 SQL操作，子句和關鍵字在處理空值時使用“没有不同”（not distinct）。這些包括以下內容：
- PARTITION BY 排序和開窗功能的 ROW_NUMBER子句
- UNION，INTERSECT和 EXCEPT操作符，它們將NULL視為用於行比較/消除目的相同
- DISTINCT SELECT查詢中使用的關鍵字

SQL規範中的 UNION操作符效果會違反空值不相等的原則（它們確實相互確定了空值）。因此某些 SQL操作（如聯合或區別）可能產生不能表示確定信息的結果，這與涉及與 NULL進行顯式比較的操作（例如 WHERE上面討論的子句中的那些操作）不同。在 1979年的 Codd提案中（基本上被SQL92採納），通過論證刪除集合操作中的重複項“在比檢索操作的評估中的等式測試更低的細節層次上發生”這種語義不一致性是合理的。
SQL標準沒有明確定義空值的默認排序順序。相反，在符合性的系統上，子句 ORDER BY可以分別使用列表 NULLS FIRST或 NULLS LAST，分別在所有數據值之前或之後，對空值進行排序。然而，並非所有資料庫供應商都實現了這一功能。不實現此功能的供應商可能會在 DBMS中，為空值的排序指定不同的處理方法。

## 對索引操作的影響
某些 SQL產品不可以建立包含 NULL 的索引鍵。例如，PostgreSQL 8.3 版本之前 B樹索引的文件說明，

B－樹可以處理數據的等式和範圍查詢，這些數據可以按照某種順序排序。特別是，PostgreSQL查詢規劃器會在使用< ≤ = ≥ > 這些運算符進行比較時，涉及索引列時考慮使用 B－樹索引：
< ≤ = ≥ > 等效於這些運算符（如 BETWEEN 和 IN）組合的構造也可以用 B－樹索引搜索實現。（但請注意，IS NULL 不是等於而且不可索引。）:

在強制唯一性的建立索引執行情況下，欄位為 NULL值會從索引中被排除，並且不會在 NULL之間強制執行唯一性。再次引用 PostgreSQL文件：

當索引被宣告是唯一時，將不允許具有相同索引值的多個表行。空值不被視為相等。多列唯一索引只會拒絕所有索引列在兩行中相等的情況。

這種作法符合 SQL：2003-純量空值比較的規範。
索引空值的另一種方法涉及按照 SQL：2003定義的行為將它們處理為不明顯。例如，Microsoft SQL Server文檔聲明如下：

為了建立索引，NULL比較相等。因此，如果鍵在多行中為 NULL，則無法創建唯一索引或 UNIQUE 約束。當選擇唯一索引或唯一約束的列時，選擇定義為 NOT NULL 的列。

這兩種索引策略都與 SQL：2003定義的 Null行為一致。因為索引方法沒有被 SQL：2003標準明確定義，所以空值的索引策略完全由供應商來設計和實現。

## 空值處理函數
SQL定義了兩個函數來顯式處理空值：NULLIF 和 COALESCE。這兩個函數都是 CASE表達式的縮寫。

### NULLIF
NULLIF 函數接受兩個參數。如果第一個參數等於第二個參數，則 NULLIF 返回 Null。否則，返回第一個參數的值。
```
NULLIF
(
value1
,
 
value2
)

```

因此，NULLIF是以下 CASE表達式的縮寫：
```
CASE
 
WHEN
 
value1
 
=
 
value2

     
THEN

         
NULL

     
ELSE

         
value1

END

```

### COALESCE
COALESCE 函數实现了空值结合运算符。接受參數列表，從列表中返回第一個非 Null值：
```
COALESCE
(
value1
,
 
value2
,
 
value3
,
 
...)

```

COALESCE被定義為以下SQL CASE表達式的簡寫：
```
CASE
 
WHEN
 
value1
 
IS
 
NOT
 
NULL
 
THEN
 
value1

     
WHEN
 
value2
 
IS
 
NOT
 
NULL
 
THEN
 
value2

     
WHEN
 
value3
 
IS
 
NOT
 
NULL
 
THEN
 
value3

     
...

     
END

```

一些 SQL DBMS 供應商實作特定的功能類似 COALESCE 函數。某些系統（例如 Transact-SQL）實作為 ISNULL函數，或者功能類似 COALESCE 的其他函數。

### NVL
ORACLE NVL函數接受兩個參數。它返回第一個非 NULL參數，如果所有參數都是 NULL，則返回 NULL。
COALESCE 表達式可被轉換成等效的 NVL表達式這樣的：
```
COALESCE
 
(
 
val1
,
 
...
 
,
 
val
{
n
}
 
)

```

變成：
```
NVL
(
 
val1
 
,
 
NVL
(
 
val2
 
,
 
NVL
(
 
val3
 
,
 
…
 
,
 
NVL
 
(
 
val
{
n
-
1
}
 
,
 
val
{
n
}
 
)
 
…
 
)))

```

這個函數的用例是在一個表達式中用某一特定值替換 NULL，例如 NVL(SALARY, 0)，意為'若薪資欄位缺少值，則以 0 替換它'。但有一個明顯例外，在大多數實作中 COALESCE 只評估其參數列表到逹第一個非 NULL值，這有幾個重要的原因：第一個非 NULL 參數之後的參數可能是一個函數，它可能在計算成本上很昂貴、無效、或者可能會產生意料之外的副作用；然而 NVL 將評估參數列表其中的所有參數。

## 數據類型為空和未知
NULL 字面量在SQL中是无类型的。
SQL-92引入了CAST，允许把NULL字面量强制转为特定类型的Null，例如
```
CAST
 
(
NULL
 
AS
 
INTEGER
)

```

表示INTEGER类型的未知值。